# Francheville, Eure
Francheville är en kommun i departementet Eure i regionen Normandie i norra Frankrike. Kommunen ligger i kantonen Breteuil som tillhör arrondissementet Évreux. År 2018 hade Francheville 1 252 invånare.

## Befolkningsutveckling
Antalet invånare i kommunen Francheville
Referens:INSEE